# ハビービス

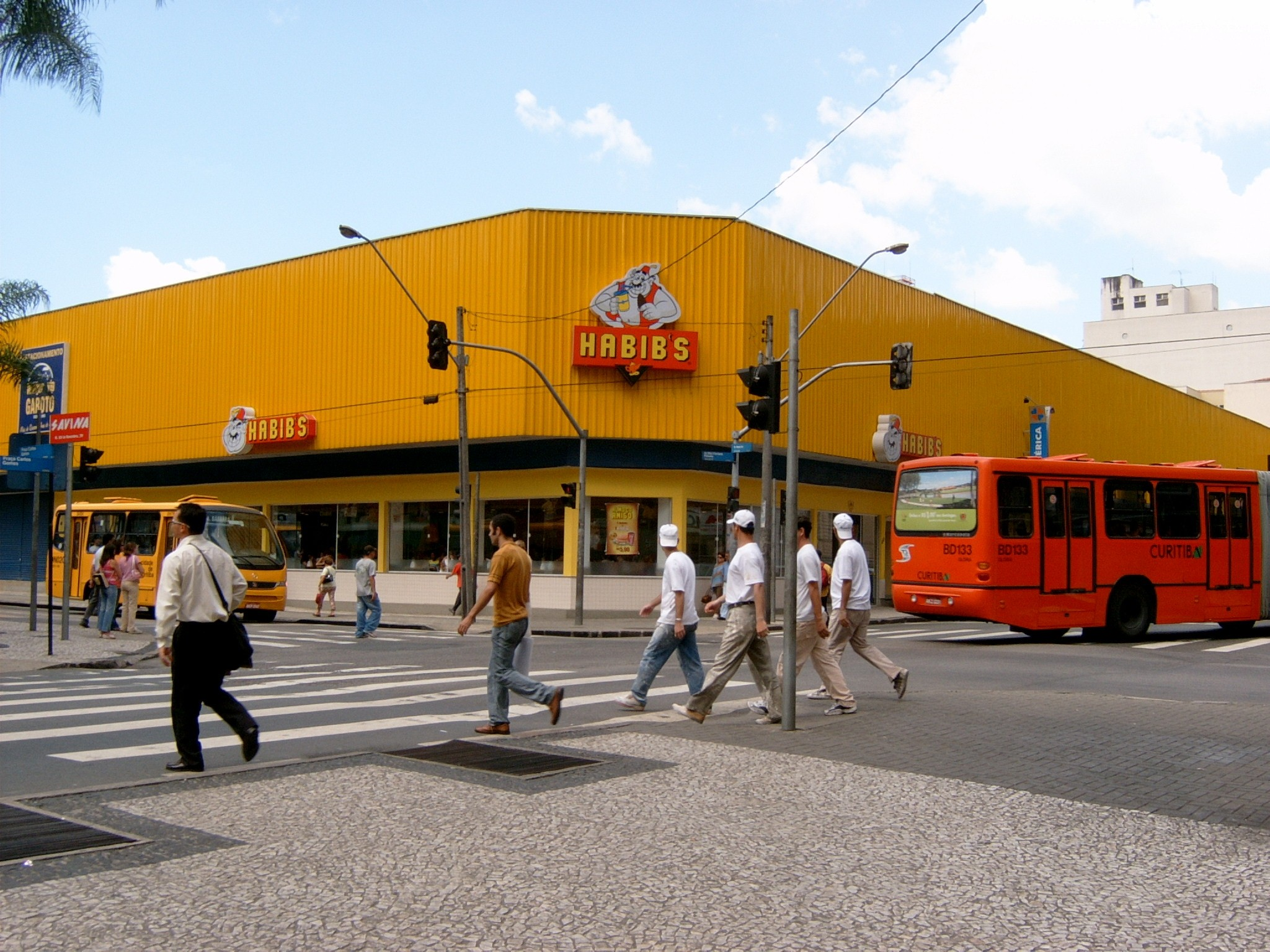
クリチバ店の外観

ハビービス（Habib's）とは、マシュリクのアラブ人の料理を主力商品としたブラジルのファーストフードチェーン店。本社の所在地はサンパウロ市。
ブラジル国内では、店舗数とチェーン網の規模でマクドナルドに次ぐ2番目に規模の大きなファーストフードチェーンであり、1万4千人の従業員を抱える。主力商品であるエスフィーハの売り上げ個数は年間およそ6億4千万個に達する（2004年）。ブラジルでは、中東地域からの移民（主にシリア、レバノン、パレスチナ）の影響などによりレバノン料理など中東料理の人気が高いが、かつては低所得者層には手が届きにくい価格で提供されていたことに着目し、その低価格化によって成功したチェーンである。

## 概要
1988年、ポルトガル出身の実業家、アントニオ・アルベルト・サライヴァ（Antônio Alberto Saraiva）によって創業。サライヴァは求人に応募して来た年配のアラブ人と出会い、当初雇用するつもりはなかったものの彼が祖国で料理人だったことを知ると彼から中東料理を学び、それをファーストフード形式で安価に提供することを思いついた。サンパウロで最初の店舗が開店して以来、現在ではブラジル国内の26州の内15州に進出しており、260以上の店舗を持つ。アメリカ合衆国やメキシコなど、海外にも出店を計画している。
当初はエスフィーハ、タブーリ、キッビ、フムス、ドルマ、バクラヴァ、ハルヴァなどアラブ料理が中心だったが、店舗数の増大に伴ってメニューも増加を続けた結果、現在ではハンバーガー、サンドイッチ（バウルーとベイルーテ）、フライドポテト、ボリンニョ・デ・バカリャウ、ピザ、アイスクリーム、ミルクセーキ、カスタードプディング、キンジン、ブリガデイロ、パステル・デ・ナタなども加え、60品目以上を扱っている。ブラジル国民の多数を占める低所得者層をターゲットとしており、主力商品は価格が低めに設定されているエスフィーハなどである。
ハビービスの全ての商品は生産場で最終商品あるいはそれに準じる形で一括生産された後に各店舗に、毎日もしくは要望に応じて出荷される形態となっている。この生産場はブラジル国内に15ヶ所あり、輸送の迅速性を保つため、全ての店舗はこれらの生産場からおよそ200kmの範囲内となるように配置されている。